# Patriarcat arménien de Constantinople
Le patriarcat arménien de Constantinople (en arménien Պատրիարքութիւն Հայոց Կոստանդնուպոլսոյ) est une juridiction autonome de l'Église apostolique arménienne en Turquie. Le « Patriarche arménien de Constantinople » ou « Patriarche arménien d'Istanbul et de toute la Turquie » (dit aussi « Patriarche des Arméniens de Turquie ») réside dans le quartier de Kumkapı à Istanbul.

## Histoire
Le patriarcat arménien a été établi à Constantinople en 1461 par le Sultan Mehmed II, huit ans après la conquête de cette ville, pour faire contre-poids au patriarcat grec orthodoxe, tout puissant. Le premier patriarche est Hovagim Ier, un Arménien de Bursa que Mehmed II connaissait depuis son enfance.
Jusqu'au XIXe siècle, dans le cadre du système ottoman des « Milliyets », les patriarches arméniens ont été, auprès de la « Sublime Porte », les chefs de leur communauté : ils représentaient celle-ci, ainsi que toutes les Églises non chalcédoniennes (syriaque, copte, éthiopienne) auprès du Sultan. Avec le statut officiel publié en 1863, l'institution est devenue également responsable des affaires sociales, économiques et éducatives des Arméniens de l'Empire ottoman.
Avec le traité de Lausanne (1923), la Turquie moderne a accepté son existence, tout en limitant ses fonctions au domaine strictement religieux, conformément au principe de laïcité. Le patriarcat prit alors le nom officiel du « Patriarcat des Arméniens de Turquie ».
Le siège actuel du patriarcat se situe dans le quartier de Kumkapı ; le bâtiment actuel date de 1913.

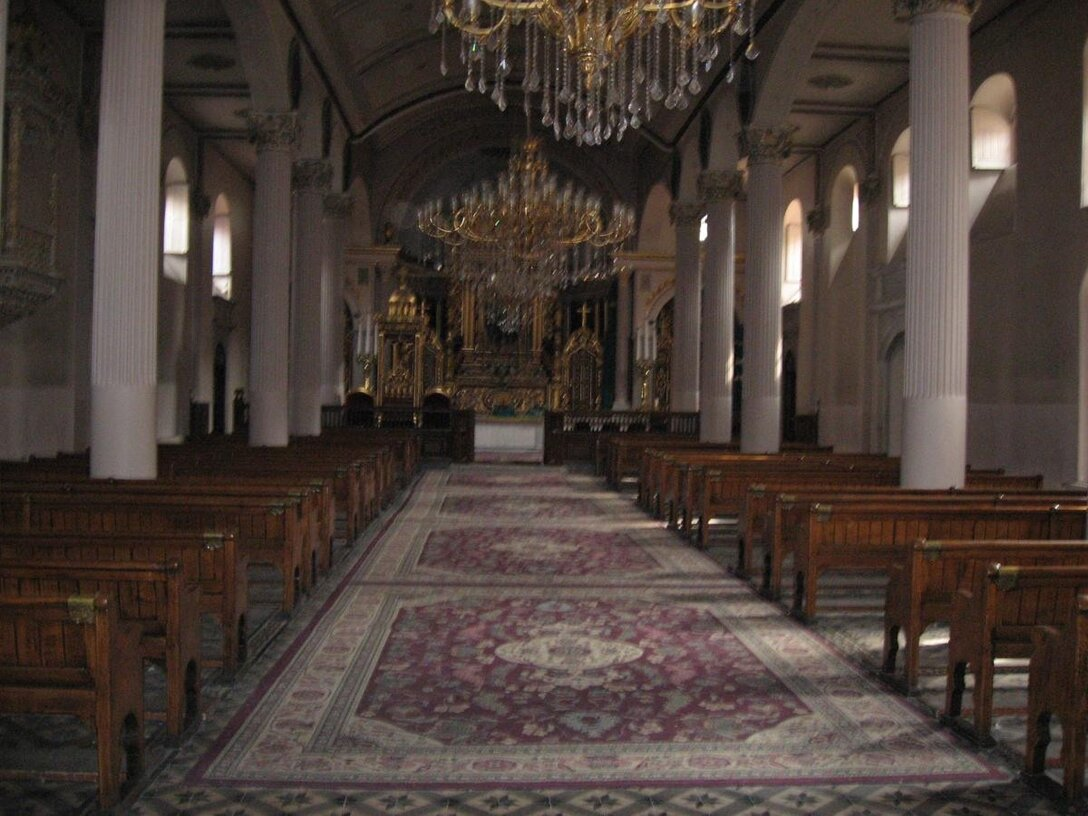
Vue intérieure de l'église patriarcale de la Sainte Mère de Dieu

Le primat était Mesrob II Mutafyan de 1998 à 2016, après deux ans de vacances est élu le 11 décembre 2019, Sahak II Mashalian.

## Organisation

### Situation en 1914
À la fin de l'Empire ottoman, le patriarcat arménien de Constantinople comptait 46 divisions ecclésiastiques : 12 archidiocèses, 27 diocèses et 6 monastères avec juridiction.
- Constantinople, siège patriarcal
- Nicomédie (Kocaeli/İzmit), siège archiépiscopal
- Armache, siège abbatial
- Andrinople (Edirne), siège épiscopal
- Rodosto (Tekirdağ), siège épiscopal
- Salonique, siège d'archiprêtre
- Brousse (Bursa), siège archiépiscopal

### Situation actuelle
35 églises à Istanbul et sa région, autres églises à Kayseri, Diyarbakır, Derik, İskenderun, Vakifli Koyu et Kirikhan.